# Lars Andersson i Nora
Lars Andersson (i riksdagen kallad Andersson i Nora), född 13 december 1824 i Nora landsförsamling, Örebro län, död 30 juli 1880 i Nora stadsförsamling, Örebro län, var en svensk grosshandlare och riksdagsman. Andersson var ledamot av riksdagens andra kammare.